# Presidente del Gobierno de Navarra
El presidente del Gobierno de Navarra (en euskera: Nafarroako Gobernuko lehendakaria) es una figura política e institucional de la Comunidad Foral de Navarra, España. Se trata de una de las tres instituciones de esta comunidad junto al Gobierno de Navarra y al Parlamento de Navarra. Su regulación legal está incluida en la Ley Orgánica 13/1982, de 10 de agosto, Ley de Reintegración y Amejoramiento del Fuero de Navarra, que actualiza el autogobierno de la comunidad al amparo de la Constitución española de 1978 quien le asigna la máxima representación de la Comunidad Foral de Navarra.
Desde su creación en 1982 y hasta 2010 el cargo se titulaba de acuerdo a la ley como «presidencia del Gobierno de Navarra», a partir de esa fecha, en cambio, la denominación fue modificada y pasó a ser «presidencia de la Comunidad Foral de Navarra».
El cargo es heredero de las atribuciones que desde el siglo XIX ostentó la vicepresidencia de la Diputación Foral y Provincial de Navarra, órgano de gobierno y administración de Navarra en cuyas funciones se subrogó el actual Gobierno de Navarra.
Sus atribuaciones están recogidas en el capítulo IV del título I de la Ley Orgánica 13/1982 de Amejoramiento del Fuero de Navarra que en sus artículos 29 y 30 define a la presidencia e de la Comunidad Foral de Navarra como una institución que ostenta la más alta representación de la Comunidad Foral y la ordinaria del Estado en Navarra. Así mismo, desde un punto de vista administrativo la presidencia de la Comunidad Foral de Navarra es el jefe de gobierno autonómico, correspondiéndole nombrar y separa a las vicepresidencias y consejeros del Gobierno de Navarra, así como, en su caso, disolver el Parlamento de Navarra y convocar nuevas elecciones.
Su elección corresponde al Parlamento de Navarra y su nombramiento al rey. De acuerdo al Amejoramiento del Fuero la presidencia de la Comunidad Foral de Navarra debe ser necesariamente un parlamento electo en las elecciones autónomicas de Navarra.
La Ley Foral 14/2004, de 3 de diciembre, del Gobierno de Navarra y de su Presidencia desarrolla la regulación legal de la presidencia de la Comunidad Foral de Navarra que, previamente, habían sido reguladas en la primitiva Ley Foral 23/1983, de 11 de abril, del Gobierno y de la Administración y se actualizaron en la

## Elección
La elección de la presidencia del Gobierno de Navarra es una elección indirecta: los ciudadanos de Navarra votan en las elecciones al Parlamento de Navarra y posteriormente los miembros del Parlamento de Navarra eligen a la presidencia del Gobierno de Navarra. Este procedimiento es similar al de elección de la presidencia del Gobierno de España o de las presidencias del resto de comunidades autónomas. El procedimiento de elección está establecido en el artículo veintinueve de la Ley Orgánica de Reintegración y Amejoramiento del Régimen Foral de Navarra (Lorafna), aprobado en 1982 y reformado en 2001.
Después de las elecciones autonómicas y en los demás casos de cese de la presidencia del Gobierno, la presidencia del Parlamento de Navarra se reúne con los portavoces de los grupos políticos con representación parlamentaria para proponer una candidatura a presidir el Gobierno de Navarra. El candidato debe ser miembro del Parlamento de Navarra.
A continuación, el candidato presenta su programa al Parlamento y le solicita su confianza. Para ser elegido, el candidato debe obtener mayoría absoluta en primera votación. Si no la consigue, se procede a una segunda votación veinticuatro horas después de la anterior, y la confianza se entiende otorgada al candidato si obtiene mayoría simple. Una vez que el candidato obtiene la confianza del Parlamento, su presidencia propone su nombramiento. El nombramiento de la presidencia del Gobierno de Navarra es realizado por el rey de España.
En caso de no conseguir la confianza del Parlamento, el candidato queda rechazado y se pueden tramitar sucesivas propuestas de candidato  en la forma descrita anteriormente. Si transcurrido el plazo de tres meses desde las elecciones al Parlamento de Navarra ningún candidato ha sido elegido, el Parlamento queda disuelto y se convocan de inmediato nuevas elecciones. 

### Reforma del procedimiento de elección
En marzo de 2001 se reformó la Lorafna y se modificó el procedimiento de elección de la presidencia del Gobierno de Navarra. Antes de la reforma de 2001, si ninguno de los candidatos propuestos conseguía obtener mayoría simple en las sucesivas votaciones, transcurridos dos meses desde la primera votación la candidatura del partido político que tenía mayor número de escaños ocupaba la presidencia del Gobierno de Navarra. Además, los candidatos no tenían como requisito imprescindible ser parlamentarios forales.

## Atribuciones y funciones
Las atribuciones de la presidencia del Gobierno de Navarra están recogidas en la Ley Foral 14/2004, de 3 de diciembre, del Gobierno de Navarra y de su Presidencia.
El Título II, dedicado íntegramente a la presidencia del Gobierno, indica que la persidencia designa y separa a los Consejeros, cuyo número debe estar comprendido entre 7 y 11, y puede nombrar entre ellos hasta dos vicepresidencias. Todos ellos componen el Gobierno de Navarra.
Corresponde a la presidencia dirigir la acción del Gobierno estableciendo sus directrices generales y asegurar la debida coordinación entre los Departamentos, así como representar al Gobierno, convocar, presidir, suspender y levantar las sesiones de Gobierno y fijar su orden del día. También es competencia de la presidencia promulgar los Decretos Forales acordados por el Gobierno y ordenar su publicación en el Boletín Oficial de Navarra; y resolver los conflictos de atribuciones entre los distintos Departamentos de la Administración de la Comunidad Foral.
Asimismo, a la presidencia le corresponde plantear ante el Parlamento la cuestión de confianza sobre su programa de actuación; promulgar en nombre del Rey las Leyes Forales, ordenar su publicación en el Boletín Oficial de Navarra y remitirlas a la Presidencia del Gobierno de la Nación para su publicación en el Boletín Oficial del Estado.
La presidencia del Gobierno de Navarra representa a la Comunidad Foral en sus relaciones con el Estado, con las comunidades autónomas y con cualquier otra entidad pública o privada y ejerce cuantas otras facultades y competencias le atribuyan las leyes. En cuanto a su estatuto personal, la presidencia ostenta la más alta representación de la Comunidad Foral y la ordinaria del Estado en Navarra; y recibe el tratamiento de Señor o Señora. Asimismo, cabe indicar que la responsabilidad criminal de la Presidencia es exigible, en su caso, ante la correspondiente Sala del Tribunal Supremo. 
Una importante modificación recogida en la Ley Orgánica 1/2001 que reformó la Lorafna hace referencia a la capacidad de la presidencia del Gobierno de Navarra para disolver el Parlamento de Navarra. Así, el peesidente, bajo su exclusiva responsabilidad y previa deliberación del Gobierno de Navarra, podrá acordar la disolución del Parlamento y convocar nuevas elecciones, antes del término natural de la legislatura. Sin embargo, la presidencia no podrá acordar la disolución del Parlamento durante el primer periodo de sesiones, ni cuando quede menos de un año para terminar la legislatura, o se encuentre en tramitación una moción de censura. Tampoco podrá utilizar esta facultad cuando se encuentre convocado un proceso electoral estatal, ni antes de que transcurra el plazo de un año desde la última disolución por este procedimiento. En el caso de que se produzca una disolución del Parlamento, la nueva cámara resultante de la convocatoria electoral tendrá un mandato limitado por el término natural de la legislatura originaria.

## Cese
La presidencia del Gobierno de Navarra cesará como consecuencia de alguno de estos supuestos: 
- Celebración de elecciones para la renovación del Parlamento. En este caso, la presidencia cesante continuará en el ejercicio de sus funciones hasta la toma de posesión de la nueva Presidencia.
- Denegación de una cuestión de confianza.
- Aprobación de una moción de censura.
- Dimisión.
- Sentencia firme que implique su inhabilitación para el cargo.
- Fallecimiento.

En cualquier caso, la presidencia en funciones nunca podrá ser objeto de moción de censura ni podrá plantear la cuestión de confianza.

## Listado de presidencias
Javier Otano es el presidente que menos tiempo ha estado en el cargo, y el que más es Miguel Sanz. Ha habido dos presidencias de UCD, dos del PDP, tres del PSN, uno de CDN, tres de UPN y uno de Geroa Bai. UCD gobernó 5 años; el PDP, 4 meses; el PSN, 9 años; CDN, 4 meses; UPN, 23 años; y GBai, 4 años. 
| Legislatura | Presidencia del Gobierno | Presidencia del Gobierno | Presidencia del Gobierno                                          | Presidencia del Gobierno           | Inicio                   | Fin                      |
| ----------- | ------------------------ | ------------------------ | ----------------------------------------------------------------- | ---------------------------------- | ------------------------ | ------------------------ |
| -           | 1º                       |                          | Jaime Ignacio del Burgo                                           | UCD                                | 19 de abril de 1979      | 28 de abril de 1980      |
| -           | 2º                       |                          | Juan Manuel Arza (en funciones hasta el 29 de septiembre de 1980) | UCD (1980-1983) Indep. (1983-1984) | 28 de abril de 1980      | 14 de enero de 1984      |
| -           | 3º                       |                          | Jaime Ignacio del Burgo                                           | PDP                                | 14 de enero de 1984      | 4 de mayo de 1984        |
| I           | 4º                       |                          | Gabriel Urralburu                                                 | PSN-PSOE                           | 4 de mayo de 1984        | 8 de octubre de 1987     |
| II          | 4º                       | 8 de octubre de 1987     | Gabriel Urralburu                                                 | PSN-PSOE                           | 25 de septiembre de 1991 |                          |
| III         | 5º                       |                          | Juan Cruz Alli                                                    | UPN (1991-1995) CDN (1995)         | 25 de septiembre de 1991 | 27 de julio de 1995      |
| IV          | 6º                       |                          | Javier Otano                                                      | PSN                                | 27 de julio de 1995      | 19 de junio de 1996      |
| IV          | En funciones             |                          | Juan Cruz Alli (en funciones)                                     | CDN                                | 19 de junio de 1996      | 18 de septiembre de 1996 |
| IV          | 7º                       |                          | Miguel Sanz                                                       | UPN                                | 18 de septiembre de 1996 | 28 de julio de 1999      |
| V           | 7º                       | 28 de julio de 1999      | Miguel Sanz                                                       | UPN                                | 2 de julio de 2003       |                          |
| VI          | 7º                       | 2 de julio de 2003       | Miguel Sanz                                                       | UPN                                | 16 de agosto de 2007     |                          |
| VII         | 7º                       | 16 de agosto de 2007     | Miguel Sanz                                                       | UPN                                | 1 de julio de 2011       |                          |
| VIII        | 8ª                       |                          | Yolanda Barcina                                                   | UPN                                | 1 de julio de 2011       | 22 de julio de 2015      |
| IX          | 9ª                       |                          | Uxue Barkos                                                       | GBai                               | 22 de julio de 2015      | 6 de agosto de 2019      |
| X           | 10ª                      |                          | María Chivite                                                     | PSN-PSOE                           | 6 de agosto de 2019      | 15 de agosto de 2023     |
| XI          | 10ª                      | 15 de agosto de 2023     | María Chivite                                                     | PSN-PSOE                           | En el cargo              |                          |